# Перемозька сільська рада (Баришівський район)
| Перемозька сільська рада — колишній орган місцевого самоврядування у Баришівському районі Київської області з адміністративним центром у с. Перемога. Історична дата утворення: в 1945 році. Київська обласна рада рішенням від 23 липня 2009 року внесла в адміністративно-територіальний устрій області наступні зміни: у Баришівському районі уточнила назву Перемогівської сільради на Перемозьку. Сільській раді підпорядковані населені пункти: - с. Перемога |

## Склад ради
Рада складається з 16 депутатів та голови.

## Населення
Згідно з переписом УРСР 1989 року чисельність наявного населення сільської ради становила 2051 особа, з яких 861 чоловік та 1190 жінок.
За переписом населення України 2001 року в сільській раді мешкало 1428 осіб.

### Мова
Розподіл населення за рідною мовою за даними перепису 2001 року:
| Мова       | Відсоток |
| ---------- | -------- |
| українська | 97,23 %  |
| російська  | 2,30 %   |
| білоруська | 0,27 %   |
| молдовська | 0,14 %   |
| вірменська | 0,07 %   |